# Стриньо
Стриньо (итал. Strigno) — упразднённая коммуна в Италии, автономной области Трентино-Альто-Адидже, подчиняется административному центру Тренто. Ныне является фракцией коммуны Кастель-Ивано.
Население коммуны, на 31.12.2015 года, составляло 1424 человека, плотность населения — 116,96 чел./км². Коммуна занимала площадь 12,18 км². Почтовый индекс — 38059. Телефонный код — 0461.
Покровительницей коммуны почитается Непорочная Пресвятая Богородица, празднование 8 декабря.

## История
Коммуна Стриньо была упразднена 1 января 2016 года, с целью создания новой коммуны Кастель-Ивано. Она была создана путём объединения соседних муниципалитетов Стриньо, Спера и Вилла-Аньедо.

## Демография
Динамика населения:

## Администрация коммуны
- Официальный сайт: http://www.comune.strigno.tn.it/